# Ibram Kadír Múeddin
Ibram Kadír Múeddin (de cele mai multe ori transcris în limba română sub forma: Ibram Cadîr Muedin) a fost un lider spiritual al tătarilor din România, imam, Muftiul comunității musulmane din județul Constanța. A servit ca muftiu în perioada 1918-1926 fiind precedat de Mehmet Alí și succedat de Kadír Halil.